# 冯彬 (田径运动员)
冯彬（1994年8月20日—）来自山东省烟台市蓬莱区，是一名中国女子田径运动员，主攻铁饼，为八一队的队员。她在12岁时进入蓬莱市体育竞技学校，开始练习铁饼。2015年，她进入南昌大学就读运动训练专业。2019年成为同一大学的体育学硕士研究生。
获得2022年世界田径锦标赛女子铁饼金牌。